# Don't Play That Song (You Lied)
Don't Play That Song (You Lied) è un brano musicale scritto da Ahmet Ertegün e Betty Nelson, è originariamente registrato dal cantante soul Ben E. King. Il brano era la title track del terzo album di King Don't Play That Song, e raggiunse la vetta della classifica statunitense R&B singles chart oltre che la numero undici della Billboard Hot 100, quando venne pubblicata come singolo dalla Atco Records nel 1962.

## Tracce
LATO A
1. Don't Play That Song (You Lied) - 2:48

LATO B
1. Young Boy Blues - 2:18

## Versione di Aretha Franklin
Aretha Franklin registrò una popolare cover del brano, nel suo ventunesimo album Spirit in the Dark, pubblicato dalla Atlantic Records. La sua versione, eseguita insieme alle Dixie Flyers, fu pubblicata come singolo nel 1970 e raggiunse la posizione numero uno (dove rimase per cinque settimane) dell'R&B singles chart, fermandosi curiosamente anch'essa all'undicesima posizione della Billboard Hot 100. Nel Regno Unito invece il singolo arrivò alla tredicesima posizione della classifica dei singoli più venduti.

### Tracce
LATO A
1. Don't Play That Song (You Lied) - 2:53

LATO B
1. The Thrill Is Gone

## Altre versioni
Altri artisti registrarono numerose cover, fra le quali si ricordano quelle coeve di Ricky Gianco (riscritta da Don Backy come seguito del brano di Adriano Celentano Pregherò) e di Peppino di Capri, nel 1967 Rocky Roberts inserita nell'album Rocky Roberts & The Airedales a Sabato Sera ed in tempi recenti di Mariah Carey ed Adriano Celentano che arriva in prima posizione in Francia, in settima in Austria e decima in Svizzera nel 1978, inoltre il brano è stato eseguito anche da Kelly Clarkson, durante la sua permanenza nella prima edizione del talent show American Idol. Nel 1982 Gianfranco Manfredi e Ricky Gianco incidono un mini-album Università della canzonetta dall'omonimo programma TV, (RCA, PG 33431).
Nel 1994 è stata eseguita all'interno della trasmissione televisiva Non è la RAI da Pamela Petrarolo e successivamente inserita nella compilation Non è la Rai estate.
Bruce Springsteen registra la canzone per il suo album del 2022, Only the Strong Survive.